# 雷娜塔·法斯特
雷娜塔·法斯特（英語：Renata Fast，1994年10月6日—），加拿大女子冰球运动员。她曾代表加拿大国家队参加2018年和2022年冬季奥林匹克运动会冰球比赛，获得一枚金牌和一枚银牌。